# 24h Le Mans 2001

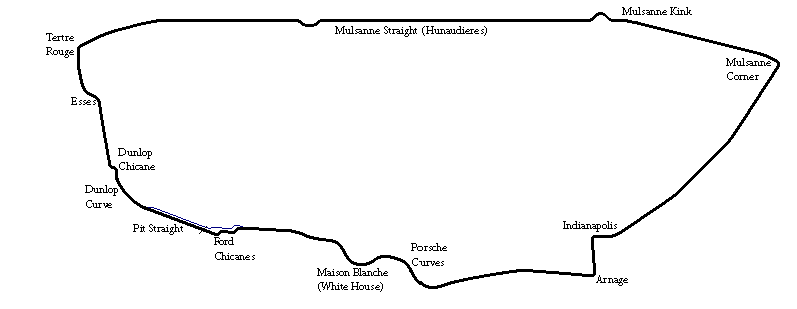
Tor Circuit de la Sarthe

24h Le Mans 2001 – 24–godzinny wyścig rozegrany na torze Circuit de la Sarthe w dniach 16–17 czerwca 2001 roku.

## Wyniki
Źródło: experiencelemans.com
| Poz.  | Klasa  | Nr | Zespół                                           | Kierowcy                                                  | Nadwozie                         | Opony | Okr. |
| Poz.  | Klasa  | Nr | Zespół                                           | Kierowcy                                                  | Silnik                           | Opony | Okr. |
| ----- | ------ | -- | ------------------------------------------------ | --------------------------------------------------------- | -------------------------------- | ----- | ---- |
| 1     | LMP900 | 1  | Audi Sport Team Joest                            | Frank Biela Emanuele Pirro Tom Kristensen                 | Audi R8                          | M     | 321  |
| 1     | LMP900 | 1  | Audi Sport Team Joest                            | Frank Biela Emanuele Pirro Tom Kristensen                 | Audi 3.6L Turbo V8               | M     | 321  |
| 2     | LMP900 | 2  | Audi Sport North America                         | Laurent Aïello Rinaldo Capello Christian Pescatori        | Audi R8                          | M     | 320  |
| 2     | LMP900 | 2  | Audi Sport North America                         | Laurent Aïello Rinaldo Capello Christian Pescatori        | Audi 3.6L Turbo V8               | M     | 320  |
| 3     | LMGTP  | 8  | Team Bentley                                     | Andy Wallace Butch Leitzinger Eric van de Poele           | Bentley EXP Speed 8              | D     | 306  |
| 3     | LMGTP  | 8  | Team Bentley                                     | Andy Wallace Butch Leitzinger Eric van de Poele           | Bentley (Audi) 3.6L Turbo V8     | D     | 306  |
| 4     | LMP900 | 16 | Team PlayStation                                 | Olivier Beretta Karl Wendlinger Pedro Lamy                | Chrysler LMP                     | M     | 298  |
| 4     | LMP900 | 16 | Team PlayStation                                 | Olivier Beretta Karl Wendlinger Pedro Lamy                | Chrysler (Mopar) 6.0L V8         | M     | 298  |
| 5     | LMP675 | 38 | ROC Auto                                         | Jordi Gené Jean-Denis Délétraz Pascal Fabre               | Reynard 2KQ-LM                   | M     | 284  |
| 5     | LMP675 | 38 | ROC Auto                                         | Jordi Gené Jean-Denis Délétraz Pascal Fabre               | Volkswagen HPT16 2.0L Turbo I4   | M     | 284  |
| 6     | GT     | 83 | Seikel Motorsport                                | Gabrio Rosa Fabio Babini Luca Drudi                       | Porsche 911 GT3-RS               | Y     | 283  |
| 6     | GT     | 83 | Seikel Motorsport                                | Gabrio Rosa Fabio Babini Luca Drudi                       | Porsche 3.6L Flat-6              | Y     | 283  |
| 7     | GT     | 77 | Freisinger Motorsport                            | Gunnar Jeannette Romain Dumas Philippe Haezebrouck        | Porsche 911 GT3-RS               | Y     | 282  |
| 7     | GT     | 77 | Freisinger Motorsport                            | Gunnar Jeannette Romain Dumas Philippe Haezebrouck        | Porsche 3.6L Flat-6              | Y     | 282  |
| 8     | GTS    | 63 | Corvette Racing                                  | Ron Fellows Scott Pruett Johnny O’Connell                 | Chevrolet Corvette C5-R          | G     | 278  |
| 8     | GTS    | 63 | Corvette Racing                                  | Ron Fellows Scott Pruett Johnny O’Connell                 | Chevrolet LS7R 7.0L V8           | G     | 278  |
| 9     | GT     | 75 | Perspective Racing                               | Thierry Perrier Michel Neugarten Nigel Smith              | Porsche 911 GT3-RS               | D     | 275  |
| 9     | GT     | 75 | Perspective Racing                               | Thierry Perrier Michel Neugarten Nigel Smith              | Porsche 3.6L Flat-6              | D     | 275  |
| 10    | GT     | 80 | Larbre Compétition                               | Jean-Luc Chéreau Patrice Goueslard Sébastien Dumez        | Porsche 911 GT3-RS               | M     | 274  |
| 10    | GT     | 80 | Larbre Compétition                               | Jean-Luc Chéreau Patrice Goueslard Sébastien Dumez        | Porsche 3.6L Flat-6              | M     | 274  |
| 11    | GT     | 72 | Team Taisan Advan                                | Hideo Fukuyama Atsushi Yogō Kazuyuki Nishizawa            | Porsche 911 GT3-RS               | Y     | 273  |
| 11    | GT     | 72 | Team Taisan Advan                                | Hideo Fukuyama Atsushi Yogō Kazuyuki Nishizawa            | Porsche 3.6L Flat-6              | Y     | 273  |
| 12    | GT     | 82 | Seikel Motorsport                                | Tony Burgess Max Cohen-Olivar Andrew Bagnall              | Porsche 911 GT3-RS               | Y     | 272  |
| 12    | GT     | 82 | Seikel Motorsport                                | Tony Burgess Max Cohen-Olivar Andrew Bagnall              | Porsche 3.6L Flat-6              | Y     | 272  |
| 13    | LMP900 | 17 | Pescarolo Sport                                  | Sébastien Bourdais Jean-Christophe Boullion Laurent Redon | Courage C60                      | M     | 271  |
| 13    | LMP900 | 17 | Pescarolo Sport                                  | Sébastien Bourdais Jean-Christophe Boullion Laurent Redon | Peugeot A32 3.2L Turbo V6        | M     | 271  |
| 14    | GTS    | 64 | Corvette Racing                                  | Andy Pilgrim Kelly Collins Franck Fréon                   | Chevrolet Corvette C5-R          | G     | 271  |
| 14    | GTS    | 64 | Corvette Racing                                  | Andy Pilgrim Kelly Collins Franck Fréon                   | Chevrolet LS7R 7.0L V8           | G     | 271  |
| 15    | LMP900 | 6  | DAMS                                             | Wayne Taylor Max Angelelli Christophe Tinseau             | Cadillac Northstar LMP01         | M     | 270  |
| 15    | LMP900 | 6  | DAMS                                             | Wayne Taylor Max Angelelli Christophe Tinseau             | Cadillac Northstar 4.0L Turbo V8 | M     | 270  |
| 16    | GT     | 76 | PK Sport Ricardo Engineering                     | Mike Youles Dave Warnock Stephen Day                      | Porsche 911 GT3-RS               | D     | 265  |
| 16    | GT     | 76 | PK Sport Ricardo Engineering                     | Mike Youles Dave Warnock Stephen Day                      | Porsche 3.6L Flat-6              | D     | 265  |
| 17    | GT     | 74 | Warm-Up Luc Alphand Aventures JMB Racing         | Luc Alphand Michel Ligonnet Luis Marques                  | Porsche 911 GT3-RS               | M     | 265  |
| 17    | GT     | 74 | Warm-Up Luc Alphand Aventures JMB Racing         | Luc Alphand Michel Ligonnet Luis Marques                  | Porsche 3.6L Flat-6              | M     | 265  |
| 18    | GTS    | 60 | Saleen-Allen Speedlab                            | Franz Konrad Oliver Gavin Terry Borcheller                | Saleen S7-R                      | G     | 246  |
| 18    | GTS    | 60 | Saleen-Allen Speedlab                            | Franz Konrad Oliver Gavin Terry Borcheller                | Ford 7.0L V8                     | G     | 246  |
| 19    | LMP675 | 30 | Gerard Welter                                    | Stéphane Daoudi Yōjirō Terada Jean-René de Fournoux       | WR LMP01                         | M     | 245  |
| 19    | LMP675 | 30 | Gerard Welter                                    | Stéphane Daoudi Yōjirō Terada Jean-René de Fournoux       | Peugeot 2.0L Turbo I4            | M     | 245  |
| 20    | GTS    | 58 | Larbre Compétition                               | Christophe Bouchut Jean-Philippe Belloc Tiago Monteiro    | Chrysler Viper GTS-R             | M     | 234  |
| 20    | GTS    | 58 | Larbre Compétition                               | Christophe Bouchut Jean-Philippe Belloc Tiago Monteiro    | Chrysler 8.0L V10                | M     | 234  |
| 21 NS | GT     | 79 | Noël del Bello Racing                            | Sylvain Noël Jean-Luc Maury-Laribière Georges Forgeois    | Porsche 911 GT3-RS               | D     | 193  |
| 21 NS | GT     | 79 | Noël del Bello Racing                            | Sylvain Noël Jean-Luc Maury-Laribière Georges Forgeois    | Porsche 3.6L Flat-6              | D     | 193  |
| 22 NU | LMP900 | 14 | Viper Team Oreca                                 | Seiji Ara Masahiko Kondō Ni Amorim                        | Chrysler LMP                     | M     | 243  |
| 22 NU | LMP900 | 14 | Viper Team Oreca                                 | Seiji Ara Masahiko Kondō Ni Amorim                        | Chrysler (Mopar) 6.0L V8         | M     | 243  |
| 23 NU | GTS    | 62 | Ecurie Ecosse Ray Mallock Ltd. (RML)             | Johnny Mowlem Ian McKellar Bruno Lambert                  | Saleen S7-R                      | D     | 175  |
| 23 NU | GTS    | 62 | Ecurie Ecosse Ray Mallock Ltd. (RML)             | Johnny Mowlem Ian McKellar Bruno Lambert                  | Ford 7.0L V8                     | D     | 175  |
| 24 NU | LMP900 | 9  | Racing for Holland                               | Jan Lammers Donny Crevels Val Hillebrand                  | Dome S101                        | M     | 156  |
| 24 NU | LMP900 | 9  | Racing for Holland                               | Jan Lammers Donny Crevels Val Hillebrand                  | Judd GV4 4.0L V10                | M     | 156  |
| 25 NU | LMP900 | 20 | Team Ascari                                      | Werner Lupberger Ben Collins Harri Toivonen               | Ascari A410                      | G     | 134  |
| 25 NU | LMP900 | 20 | Team Ascari                                      | Werner Lupberger Ben Collins Harri Toivonen               | Judd GV4 4.0L V10                | G     | 134  |
| 26 NU | LMP900 | 15 | Viper Team Oreca                                 | Yannick Dalmas Stéphane Sarrazin Franck Montagny          | Chrysler LMP                     | M     | 126  |
| 26 NU | LMP900 | 15 | Viper Team Oreca                                 | Yannick Dalmas Stéphane Sarrazin Franck Montagny          | Chrysler (Mopar) 6.0L V8         | M     | 126  |
| 27 NU | GT     | 70 | Aspen Knolls Racing Michael Colucci Racing (MCR) | Bob Mazzuoccola Vic Rice Cort Wagner                      | Callaway C12-R                   | G     | 98   |
| 27 NU | GT     | 70 | Aspen Knolls Racing Michael Colucci Racing (MCR) | Bob Mazzuoccola Vic Rice Cort Wagner                      | Chevrolet 7.0L V8                | G     | 98   |
| 28 NU | LMP675 | 36 | Dick Barbour Racing                              | Didier de Radiguès Sascha Maassen Hideshi Matsuda         | Reynard 01Q-LM                   | G     | 95   |
| 28 NU | LMP675 | 36 | Dick Barbour Racing                              | Didier de Radiguès Sascha Maassen Hideshi Matsuda         | Judd GV675 3.4L V8               | G     | 95   |
| 29 NU | LMP675 | 32 | KnightHawk Racing Roock Racing International     | Claudia Hürtgen Rick Fairbanks Chris Gleason              | Lola B2K/40                      | A     | 94   |
| 29 NU | LMP675 | 32 | KnightHawk Racing Roock Racing International     | Claudia Hürtgen Rick Fairbanks Chris Gleason              | Nissan 3.4L V6                   | A     | 94   |
| 30 NU | LMP675 | 33 | MG Sport & Racing Ltd.                           | Julian Bailey Mark Blundell Kevin McGarrity               | MG-Lola EX257                    | M     | 92   |
| 30 NU | LMP675 | 33 | MG Sport & Racing Ltd.                           | Julian Bailey Mark Blundell Kevin McGarrity               | MG (AER) XP20 2.0L Turbo I4      | M     | 92   |
| 31 NU | LMP900 | 11 | Panoz Motorsports                                | Klaus Graf Jamie Davies Gary Formato                      | Panoz LMP07                      | M     | 86   |
| 31 NU | LMP900 | 11 | Panoz Motorsports                                | Klaus Graf Jamie Davies Gary Formato                      | Élan (Zytek) 4.0L V8             | M     | 86   |
| 32 NU | LMP900 | 12 | Panoz Motorsports                                | David Brabham Jan Magnussen Franck Lagorce                | Panoz LMP07                      | M     | 85   |
| 32 NU | LMP900 | 12 | Panoz Motorsports                                | David Brabham Jan Magnussen Franck Lagorce                | Élan (Zytek) 4.0L V8             | M     | 85   |
| 33 NU | LMP900 | 3  | Champion Racing                                  | Johnny Herbert } Didier Theys Ralf Kelleners              | Audi R8                          | M     | 81   |
| 33 NU | LMP900 | 3  | Champion Racing                                  | Johnny Herbert } Didier Theys Ralf Kelleners              | Audi 3.6L Turbo V8               | M     | 81   |
| 34 NU | LMP900 | 10 | Team Den Blå Avis Team Goh                       | John Nielsen Hiroki Katō Casper Elgaard                   | Dome S101                        | G     | 66   |
| 34 NU | LMP900 | 10 | Team Den Blå Avis Team Goh                       | John Nielsen Hiroki Katō Casper Elgaard                   | Judd GV4 4.0L V10                | G     | 66   |
| 35 NU | LMP900 | 21 | Team Ascari                                      | Klaas Zwart Xavier Pompidou Scott Maxwell                 | Ascari A410                      | G     | 66   |
| 35 NU | LMP900 | 21 | Team Ascari                                      | Klaas Zwart Xavier Pompidou Scott Maxwell                 | Judd GV4 4.0L V10                | G     | 66   |
| 36 NU | GTS    | 55 | Paul Belmondo Racing                             | Vincent Vosse Vanina Ickx Carl Rosenblad                  | Chrysler Viper GTS-R             | D     | 61   |
| 36 NU | GTS    | 55 | Paul Belmondo Racing                             | Vincent Vosse Vanina Ickx Carl Rosenblad                  | Chrysler 8.0L V10                | D     | 61   |
| 37 NU | LMGTP  | 7  | Team Bentley                                     | Martin Brundle Stéphane Ortelli Guy Smith                 | Bentley EXP Speed 8              | D     | 56   |
| 37 NU | LMGTP  | 7  | Team Bentley                                     | Martin Brundle Stéphane Ortelli Guy Smith                 | Bentley (Audi) 3.6L Turbo V8     | D     | 56   |
| 38 NU | LMP900 | 5  | DAMS                                             | Éric Bernard Emmanuel Collard Marc Goossens               | Cadillac Northstar LMP01         | M     | 56   |
| 38 NU | LMP900 | 5  | DAMS                                             | Éric Bernard Emmanuel Collard Marc Goossens               | Cadillac Northstar 4.0L Turbo V8 | M     | 56   |
| 39 NU | LMP900 | 19 | SMG Compétition                                  | Philippe Gache Jérôme Policand Anthony Beltoise           | Courage C60                      | M     | 51   |
| 39 NU | LMP900 | 19 | SMG Compétition                                  | Philippe Gache Jérôme Policand Anthony Beltoise           | Judd GV4 4.0L V10                | M     | 51   |
| 40 NU | GTS    | 56 | Paul Belmondo Racing                             | Grégoire de Galzain Anthony Kumpen Jean-Claude Lagniez    | Chrysler Viper GTS-R             | D     | 44   |
| 40 NU | GTS    | 56 | Paul Belmondo Racing                             | Grégoire de Galzain Anthony Kumpen Jean-Claude Lagniez    | Chrysler 8.0L V10                | D     | 44   |
| 41 NU | GT     | 71 | Racing Engineering                               | Robin Donovan Terry Lingner Chris MacAllister             | Porsche 911 GT3-RS               | D     | 44   |
| 41 NU | GT     | 71 | Racing Engineering                               | Robin Donovan Terry Lingner Chris MacAllister             | Porsche 3.6L Flat-6              | D     | 44   |
| 42 NU | LMP900 | 18 | Pescarolo Sport                                  | Emmanuel Clérico Didier Cottaz Boris Derichebourg         | Courage C60                      | M     | 42   |
| 42 NU | LMP900 | 18 | Pescarolo Sport                                  | Emmanuel Clérico Didier Cottaz Boris Derichebourg         | Peugeot A32 3.2L Turbo V6        | M     | 42   |
| 43 NU | LMP900 | 4  | Johansson Motorsport                             | Stefan Johansson Tom Coronel Patrick Lemarié              | Audi R8                          | M     | 35   |
| 43 NU | LMP900 | 4  | Johansson Motorsport                             | Stefan Johansson Tom Coronel Patrick Lemarié              | Audi 3.6L Turbo V8               | M     | 35   |
| 44 NU | LMP675 | 34 | MG Sport & Racing Ltd.                           | Anthony Reid Warren Hughes Jonny Kane                     | MG-Lola EX257                    | M     | 30   |
| 44 NU | LMP675 | 34 | MG Sport & Racing Ltd.                           | Anthony Reid Warren Hughes Jonny Kane                     | MG (AER) XP20 2.0L Turbo I4      | M     | 30   |
| 45 NU | LMP675 | 37 | Dick Barbour Racing                              | John Graham Milka Duno David Murry                        | Reynard 01Q-LM                   | G     | 4    |
| 45 NU | LMP675 | 37 | Dick Barbour Racing                              | John Graham Milka Duno David Murry                        | Judd GV675 3.4L V8               | G     | 4    |
| 46 NU | GTS    | 61 | Konrad Motorsport                                | Walter Brun Toni Seiler Charles Slater                    | Saleen S7-R                      | G     | 4    |
| 46 NU | GTS    | 61 | Konrad Motorsport                                | Walter Brun Toni Seiler Charles Slater                    | Ford 7.0L V8                     | G     | 4    |
| 47 NU | GTS    | 57 | Equipe de France FFSA Epsilon Sport Oreca        | David Terrien Jonathan Cochet Jean-Philippe Dayraut       | Chrysler Viper GTS-R             | M     | 4    |
| 47 NU | GTS    | 57 | Equipe de France FFSA Epsilon Sport Oreca        | David Terrien Jonathan Cochet Jean-Philippe Dayraut       | Chrysler 8.0L V10                | M     | 4    |
| 48 NU | LMP675 | 35 | S & R Rowan Racing Ltd.                          | Warren Carway Martin O’Connell François Migault           | Pilbeam MP84                     | A     | 3    |
| 48 NU | LMP675 | 35 | S & R Rowan Racing Ltd.                          | Warren Carway Martin O’Connell François Migault           | Nissan (AER) VQL 3.0L V6         | A     | 3    |